# Yunidis Castillo
Yunidis Castillo, née le 6 juin 1987, est une athlète handisport cubaine, championne paralympique et détentrice des records du 100 et 200 mètres.

## Palmarès

### Jeux paralympiques
- Jeux paralympiques d'été de 2008 à Pékin (Chine) :
  -  Médaille d'or sur 100 m T46
  -  Médaille d'or sur 200 m T46

- Jeux paralympiques d'été de 2012 à Londres (Royaume-Uni) :
  -  Médaille d'or sur 100 m T46
  -  Médaille d'or sur 200 m T46
  -  Médaille d'or sur 400 m T46

- Jeux paralympiques d'été de 2016 à Rio de Janeiro (Brésil) :
  -  Médaille d'argent au saut en longueur T47